# Erich Dinges
Erich Adam Oskar Dinges, né le 20 novembre 1911 était un soldat SS au camp d'Auschwitz, et adjudant du commandant, SS-Obersturmbannführer.

## Biographie
Dinges est né à Francfort-sur-le-Main. Il a travaillé comme instructeur de conduite. Il a rejoint le parti nazi et le SS le 1er mars 1932. 
Du 30 mai 1941 au mois de novembre 1944, il était chauffeur à Auschwitz et membre des sentinelles du Bataillon de Garde.
Il a été jugé par le Tribunal national à Cracovie et condamné à 5 ans de prison.